# Nobody's Darling
Nobody's Darling är en amerikansk långfilm från 1943 i regi av Anthony Mann, med Mary Lee, Louis Calhern, Gladys George och Jackie Moran i rollerna.

## Handling
Janie Farnsworth (Mary Lee) går på en internatskola dit folk inom showbusiness skickar sina barn. Hennes föräldrar ligger i skilsmässa och har ingen tid över för henne, men när Janies sångtalang börjar blomma upp förändras situationen.

## Rollista
| Mary Lee         | – Janie Farnsworth      |
| Louis Calhern    | – Curtis Farnsworth     |
| Gladys George    | – Eve Hawthorne         |
| Jackie Moran     | – Charles Grant Jr.     |
| Lee Patrick      | – Miss Pennington       |
| Benny Bartlett   | – Julius aka The Deacon |
| Marcia Mae Jones | – Lois                  |
| Roberta Smith    | – Texas Gleason         |
| Lloyd Corrigan   | – Charles Grant Sr.     |